# Chó Leonberger
Chó Leonberger là một giống chó có kích thước khổng lồ. Tên của giống chó này được cho là có nguồn gốc từ thành phố Leonberg ở Baden-Württemberg, Đức. Theo truyền thuyết, Leonberger có ngoại hình là một "giống chó biểu tượng", có thể đóng giả sư tử trong chỏm núi của thị trấn. Nó nằm trong Nhóm chó làm việc trong các chương trình chó như Crufts, nhưng không phải tại World Dog Show.

## Màu lông
Một loạt các màu lông được chấp nhận, bao gồm tất cả các kết hợp của màu vàng sư tử, đỏ, đỏ nâu và màu cát. Da mũi, miếng đệm chân và môi chúng thường có màu đen. Các màu được xem là "lỗi" bao gồm màu nâu với da mũi nâu, đen và nâu, đen, trắng hoặc bạc và mắt không có màu nâu. Một mảng lông có diện tích nhỏ có màu trắng trên ngực hoặc ngón chân được cho phép.

## Tính cách
Tính cách được nhắc đến đầu tiên và quan trọng nhất của giống chó Leonberge đó là nó là một giống chó gia đình, tính khí của giống chó này là một trong những đặc điểm quan trọng và có tính phân biệt cao nhất giữa nó với các giống chó khác. Được tương tác và huấn luyện, Leonberger tự tin, không nhạy cảm với tiếng ồn, phục tùng các thành viên trong gia đình, thân thiện với trẻ em, tỏ ra bình tĩnh với người qua đường và tự vào khuôn phép kỷ luật khi được yêu cầu bảo gia đình hoặc tài sản. Mạnh mẽ, trung thành, thông minh, vui tươi, và làm hài lòng chủ, do đó chúng có thể được thực hiện bất cứ nơi nào mà không gặp khó khăn và điều chỉnh dễ dàng với nhiều tình huống khác nhau, bao gồm cả việc giới thiệu những con chó khác. Kiểm soát thích hợp, hòa nhậo và việc huấn luyện là rất cần thiết, vì đây là một giống chó có kích thước khổng lồ.